# Hunzikeria
Hunzikeria, je biljni rod iz porodice pomoćnica smješten u tribus Petunieae, dio novopriznate potporodice Petunioideae. Sastoji se od 4 vrste, jedna iz Meksika i Teksasa, dva meksička endema, i jedan endem iz Venezuele
Opisan je u Phytologia 34(3): 283. 1976.

## Vrste
1. Hunzikeria coulteri (A.Gray) D'Arcy; Hidalgo, Queretaro.
2. Hunzikeria gypsophila Ortiz-Brunel & Díaz-Mart.; Jalisco
3. Hunzikeria steyermarkiana D'Arcy; Venezuela
4. Hunzikeria texana (Torr.) D'Arcy